# Hokej na ledu na Zimskih olimpijskih igrah 2010 - ženske (postave)
Postave reprezentanc, ki so nastopile na ženskem hokejskem turnirju Zimskih olimpijskih iger 2010.

## Skupina A

### Kanada
| Položaj | Igralka                 | Višina (cm) | Teža (kg) | Datum rojstva     | Kraj rojstva               | Moštvo                    |
| ------- | ----------------------- | ----------- | --------- | ----------------- | -------------------------- | ------------------------- |
| G       | Charline Labonté        | 175         | 78        | 15 oktober 1982   | Boisbriand, Quebec         | McGill Martlets           |
| G       | Kim St-Pierre           | 175         | 70        | 14 december 1978  | Châteauguay, Quebec        | Montreal Stars            |
| G       | Shannon Szabados        | 172         | 66        | 6 avgust 1986     | Edmonton, Alberta          | Grant MacEwan Griffins    |
| D       | Tessa Bonhomme          | 170         | 63        | 23 julij 1985     | Sudbury, Ontario           | Calgary Oval X-Treme      |
| D       | Carla MacLeod           | 162         | 60        | 16 junij 1982     | Spruce Grove, Alberta      | Calgary Oval X-Treme      |
| D       | Becky Kellar            | 170         | 70        | 1 januar 1975     | Hagersville, Ontario       | Burlington Barracudas     |
| D       | Colleen Sostorics       | 162         | 78        | 17 december 1979  | Kennedy, Saskatchewan      | Calgary Oval X-Treme      |
| D       | Meaghan Mikkelson       | 175         | 74        | 4 januar 1985     | Regina, Saskatchewan       | Edmonton Chimos           |
| D       | Catherine Ward          | 167         | 61        | 27 februar 1987   | Montreal, Quebec           | McGill Martlets           |
| F       | Meghan Agosta           | 167         | 66        | 12 februar 1987   | Ruthven, Ontario           | Mercyhurst Lakers         |
| F       | Gillian Apps            | 182         | 78        | 2 november 1983   | Toronto, Ontario           | Brampton Thunder          |
| F       | Jennifer Botterill      | 175         | 69        | 1 maj 1979        | Winnipeg, Manitoba         | Mississauga Chiefs        |
| F       | Jayna Hefford – A       | 165         | 63        | 14 maj 1977       | Kingston, Ontario          | Brampton Thunder          |
| F       | Haley Irwin             | 170         | 74        | 6 junij 1988      | Thunder Bay, Ontario       | Minnesota-Duluth Bulldogs |
| F       | Rebecca Johnston        | 170         | 61        | 24 september 1989 | Sudbury, Ontario           | Cornell Big Red           |
| F       | Gina Kingsbury          | 172         | 62        | 26 november 1981  | Uranium City, Saskatchewan | Calgary Oval X-Treme      |
| F       | Caroline Ouellette – A  | 180         | 78        | 25 maj 1979       | Montreal, Quebec           | Montreal Stars            |
| F       | Cherie Piper            | 167         | 75        | 29 junij 1981     | Toronto, Ontario           | Calgary Oval X-Treme      |
| F       | Marie-Philip Poulin     | 167         | 73        | 28 marec 1991     | Beauceville, Quebec        | Dawson Blues              |
| F       | Sarah Vaillancourt      | 167         | 63        | 8 maj 1985        | Sherbrooke, Quebec         | Harvard Crimson           |
| F       | Hayley Wickenheiser – C | 177         | 77        | 12 avgust 1978    | Shaunavon, Saskatchewan    | Eskilstuna Linden         |
| Vir:    |                         |             |           |                   |                            |                           |

### Slovaška
| Položaj | Igralka               | Višina (cm) | Teža (kg) | Datum rojstva    | Kraj rojstva      | Moštvo                |
| ------- | --------------------- | ----------- | --------- | ---------------- | ----------------- | --------------------- |
| G       | Jana Budajová         | 166         | 53        | 16 november 1992 | Liptovský Mikuláš | HK Poprad             |
| G       | Monika Kvaková        | 164         | 58        | 15 december 1988 | Žiar nad Hronom   | HC Slovan Bratislava  |
| G       | Zuzana Tomčíková      | 179         | 72        | 23 april 1988    | Zvolen            | Bemidji State Beavers |
| D       | Petra Babiaková       | 175         | 70        | 27 julij 1977    | Zvolen            | HC Slovan Bratislava  |
| D       | Barbora Brémová       | 168         | 60        | 24 avgust 1991   | Košice            | HC Slovan Bratislava  |
| D       | Iveta Karafiátová – C | 178         | 75        | 14 maj 1988      | Bratislava        | Linköpings HC         |
| D       | Michaela Matejová     | 169         | 57        | 2 marec 1986     | Martin            | SC Reinach            |
| D       | Petra Országhová      | 168         | 58        | 7 april 1981     | Banská Bystrica   | HC Slovan Bratislava  |
| D       | Edita Raková          | 171         | 62        | 18 maj 1978      | Humenné           | HC Slovan Bratislava  |
| F       | Natalie Babonyová     | 175         | 70        | 22 oktober 1983  | Oshawa, Kanada    | Toronto Crush         |
| F       | Nikoleta Celárová     | 168         | 60        | 27 februar 1983  | Kežmarok          | HC Slovan Bratislava  |
| F       | Janka Čulíková        | 178         | 75        | 30 junij 1983    | Martin            | HK Spišská Nová Ves   |
| F       | Nicol Čupková         | 169         | 57        | 4 november 1992  | Košice            | HC Slovan Bratislava  |
| F       | Anna Džurňáková – A   | 168         | 58        | 24 januar 1983   | Kežmarok          | HC Slovan Bratislava  |
| F       | Nikola Gápová         | 171         | 62        | 19 junij 1989    | Poprad            | HC Slovan Bratislava  |
| F       | Maria Herichová       | 175         | 70        | 12 junij 1990    | Poprad            | HC Slovan Bratislava  |
| F       | Petra Jurčová         | 168         | 60        | 22 junij 1987    | Košice            | HC Slovan Bratislava  |
| F       | Jana Kapustová – A    | 178         | 75        | 11 avgust 1983   | Žilina            | Tornado Moskva        |
| F       | Zuzana Moravčíková    | 169         | 57        | 23 oktober 1980  | Ružomberok        | HC Slovan Bratislava  |
| F       | Petra Pravlíková      | 168         | 58        | 4 junij 1985     | Levoča            | Tornado Moskva        |
| F       | Martina Veličková     | 171         | 62        | 17 februar 1989  | Prešov            | HC Slovan Bratislava  |
| Vir:    |                       |             |           |                  |                   |                       |

### Švedska
| Položaj | Igralka                | Višina (cm) | Teža (kg) | Datum rojstva     | Kraj rojstva | Moštvo                    |
| ------- | ---------------------- | ----------- | --------- | ----------------- | ------------ | ------------------------- |
| G       | Sara Grahn             | 171         | 71        | 25 september 1988 | Örebro       | Linköpings HC             |
| G       | Valentina Lizana       | 170         | 68        | 30 marec 1990     | Trångsund    | AIK Solna                 |
| G       | Kim Martin             | 166         | 66        | 28 februar 1986   | Stockholm    | Minnesota-Duluth Bulldogs |
| D       | Emilia Andersson       | 175         | 73        | 31 avgust 1988    | Stockholm    | Segeltorps IF             |
| D       | Gunilla Andersson      | 169         | 69        | 26 april 1975     | Skutskär     | Segeltorps IF             |
| D       | Jenni Asserholt – A    | 172         | 73        | 8 april 1988      | Örebro       | Linköpings HC             |
| D       | Emma Eliasson          | 166         | 70        | 12 junij 1989     | Kiruna       | Brynäs IF                 |
| D       | Frida Nevalainen       | 165         | 64        | 27 januar 1987    | Umeå         | Modo Hockey               |
| D       | Emma Nordin            | 168         | 69        | 22 marec 1991     | Örnsköldsvik | Modo Hockey               |
| F       | Tina Enström           | 166         | 64        | 23 marec 1991     | Örnsköldsvik | Modo Hockey               |
| F       | Elin Holmlöv           | 173         | 73        | 8 maj 1987        | Knivsta      | Segeltorps IF             |
| F       | Erika Holst – C        | 179         | 82        | 8 april 1979      | Varberg      | Segeltorps IF             |
| F       | Isabelle Jordansson    | 170         | 70        | 8 marec 1991      | Danderyd     | AIK Solna                 |
| F       | Klara Myrén            | 172         | 69        | 25 maj 1991       | Borlänge     | Leksands IF               |
| F       | Cecilia Östberg        | 166         | 64        | 15 januar 1991    | Leksand      | Leksands IF               |
| F       | Maria Rooth – A        | 176         | 72        | 2 november 1979   | Ängelholm    | AIK Solna                 |
| F       | Danijela Rundqvist     | 178         | 75        | 26 september 1984 | Stockholm    | AIK Solna                 |
| F       | Frida Svedin Thunström | 172         | 75        | 4 november 1989   | Sundsvall    | Modo Hockey               |
| F       | Katarina Timglas       | 168         | 63        | 24 november 1985  | Malmö        | AIK Solna                 |
| F       | Erica Udén Johansson   | 170         | 69        | 20 julij 1989     | Sundsvall    | Segeltorps IF             |
| F       | Pernilla Winberg       | 165         | 63        | 24 februar 1989   | Limhamn      | Segeltorps IF             |
| Vir:    |                        |             |           |                   |              |                           |

### Švica
| Položaj | Igralka              | Višina (cm) | Teža (kg) | Datum rojstva     | Kraj rojstva | Moštvo               |
| ------- | -------------------- | ----------- | --------- | ----------------- | ------------ | -------------------- |
| G       | Sophie Anthamatten   | 172         | 74        | 26 julij 1991     | Visp         | EHC Saastal          |
| G       | Florence Schelling   | 174         | 68        | 9 marec 1989      | Zürich       | Northeastern Huskies |
| G       | Dominique Slongo     | 160         | 53        | 13 oktober 1988   | Bern         | EHC Brandis          |
| D       | Laura Benz           | 170         | 57        | 25 avgust 1992    | Zürich       | EHC Winterthur       |
| D       | Angela Frautschi     | 169         | 73        | 5 junij 1987      | Interlaken   | ZSC Lions            |
| D       | Julia Marty - A      | 170         | 72        | 16 april 1988     | Nussbaumen   | Northeastern Huskies |
| D       | Lucrèce Nussbaum     | 173         | 67        | 7 oktober 1986    | Scherzingen  | St. Thomas Tommies   |
| D       | Claudia Riechsteiner | 168         | 65        | 3 januar 1986     | Sursee       | SC Reinach           |
| D       | Sandra Thalmann      | 162         | 66        | 18 december 1992  | Basel        | EHC Basel            |
| D       | Stefanie Wyss        | 164         | 62        | 19 oktober 1985   | Bern         | EV Bomo Thun         |
| F       | Sara Benz            | 163         | 54        | 25 avgust 1992    | Zürich       | EHC Winterthur       |
| F       | Nicole Bullo         | 160         | 54        | 18 julij 1987     | Bellinzona   | HC Lugano            |
| F       | Melanie Häfliger     | 160         | 52        | 29 september 1982 | Schenkon     | SC Reinach           |
| F       | Kathrin Lehmann - C  | 172         | 70        | 27 februar 1980   | Zürich       | AIK Solna            |
| F       | Darcia Leimgruber    | 162         | 62        | 19 maj 1989       | Basel        | Maine Black Bears    |
| F       | Stefanie Marty       | 168         | 70        | 16 april 1988     | Nussbaumen   | Syracuse Orange      |
| F       | Christine Meier - A  | 169         | 68        | 24 maj 1986       | Bülach       | ZSC Lions            |
| F       | Rahel Michielin      | 165         | 52        | 11 oktober 1990   | Frauenfeld   | ZSC Lions            |
| F       | Katrin Nabholz       | 167         | 57        | 3 april 1986      | Basel        | ZSC Lions            |
| F       | Anja Stiefel         | 160         | 56        | 9 avgust 1990     | Frauenfeld   | SC Reinach           |
| F       | Sabrina Zollinger    | 162         | 65        | 27 marec 1993     | Zürich       | EHC Winterthur       |
| Vir:    |                      |             |           |                   |              |                      |

## Skupina B

### Finska
| Položaj | Igralka              | Višina (cm) | Teža (kg) | Datum rojstva    | Kraj rojstva    | Moštvo                    |
| ------- | -------------------- | ----------- | --------- | ---------------- | --------------- | ------------------------- |
| G       | Mira Kuisma          | 168         | 65        | 6 maj 1987       | Kuopio          | Oulun Kärpät              |
| G       | Noora Räty           | 164         | 68        | 29 maj 1989      | Espoo           | Minnesota Golden Gophers  |
| G       | Anna Vanhatalo       | 178         | 65        | 29 februar 1984  | Helsinki        | Espoo Blues               |
| D       | Jenni Hiirikoski – A | 161         | 60        | 30 marec 1987    | Lempäälä        | Ilves Tampere             |
| D       | Emma Laaksonen – C   | 159         | 59        | 17 december 1981 | Washington, ZDA | Espoo Blues               |
| D       | Rosa Lindstedt       | 186         | 78        | 24 januar 1988   | Ylöjärvi        | Ilves Tampere             |
| D       | Terhi Mertanen       | 166         | 68        | 4 april 1981     | Joensuu         | Espoo Blues               |
| D       | Heidi Pelttari       | 166         | 69        | 2 avgust 1985    | Tampere         | Ilves Tampere             |
| D       | Mariia Posa          | 164         | 58        | 21 februar 1988  | Hyvinkää        | Minnesota-Duluth Bulldogs |
| D       | Saija Sirviö         | 172         | 62        | 29 december 1982 | Oulu            | Oulun Kärpät              |
| F       | Anne Helin           | 170         | 68        | 28 januar 1987   | Helsinki        | Oulun Kärpät              |
| F       | Venla Hovi           | 169         | 62        | 28 oktober 1987  | Tampere         | Ilves Tampere             |
| F       | Michelle Karvinen    | 166         | 70        | 27 marec 1990    | Rødovre, Danska | Rødovre                   |
| F       | Annina Rajahuhta     | 164         | 62        | 8 marec 1989     | Helsinki        | Ilves Tampere             |
| F       | Karoliina Rantamäki  | 163         | 65        | 23 februar 1978  | Espoo           | SKIF                      |
| F       | Mari Saarinen        | 172         | 67        | 30 julij 1981    | Kangasala       | Ilves Tampere             |
| F       | Nina Tikkinen        | 170         | 67        | 6 februar 1987   | Salo            | Minnesota State Mavericks |
| F       | Minnamari Tuominen   | 165         | 67        | 26 junij 1990    | Helsinki        | Ohio State Buckeyes       |
| F       | Saara Tuominen – A   | 169         | 65        | 1 januar 1986    | Ylöjärvi        | Minnesota-Duluth Bulldogs |
| F       | Marjo Voutilainen    | 168         | 70        | 22 marec 1981    | Kuopio          | Espoo Blues               |
| F       | Linda Välimäki       | 165         | 62        | 31 maj 1990      | Ylöjärvi        | Ilves Tampere             |
| Vir:    |                      |             |           |                  |                 |                           |

### Kitajska
| Položaj | Igralka          | Višina (cm) | Teža (kg) | Datum rojstva     | Kraj rojstva | Moštvo  |
| ------- | ---------------- | ----------- | --------- | ----------------- | ------------ | ------- |
| G       | Han Danni        | 165         | 58        | 9 januar 1991     | Harbin       | Qiqihar |
| G       | Jia Dandan       | 163         | 55        | 5 maj 1982        | Harbin       | Harbin  |
| G       | Shi Yao          | 178         | 70        | 13 januar 1987    | Harbin       | Harbin  |
| D       | Jiang Na         | 174         | 75        | 18 oktober 1988   | Harbin       | Harbin  |
| D       | Liu Zhixin       | 174         | 68        | 25 april 1993     | Qiqihar      | Qiqihar |
| D       | Lou Yue          | 160         | 60        | 22 april 1987     | Harbin       | Harbin  |
| D       | Qi Xueting       | 158         | 58        | 7 november 1986   | Harbin       | Harbin  |
| D       | Tan Anqi         | 175         | 67        | 10 junij 1986     | Harbin       | Harbin  |
| D       | Wang Nan         | 164         | 67        | 22 april 1988     | Harbin       | Harbin  |
| D       | Yu Baiwei        | 166         | 68        | 17 julij 1988     | Harbin       | Harbin  |
| D       | Zhang Shuang     | 162         | 58        | 7 marec 1987      | Harbin       | Harbin  |
| F       | Cui Shanshan     | 177         | 67        | 8 maj 1987        | Harbin       | Harbin  |
| F       | Gao Fujin        | 162         | 65        | 15 julij 1984     | Harbin       | Harbin  |
| F       | Huang Haijing    | 172         | 72        | 3 julij 1988      | Harbin       | Harbin  |
| F       | Huo Cui          | 160         | 54        | 13 september 1988 | Harbin       | Harbin  |
| F       | Jin Fengling – A | 166         | 56        | 20 november 1982  | Harbin       | Harbin  |
| F       | Ma Rui           | 172         | 69        | 29 marec 1989     | Harbin       | Harbin  |
| F       | Su Ziwei         | 162         | 65        | 9 december 1984   | Harbin       | Harbin  |
| F       | Sun Rui – A      | 169         | 60        | 14 maj 1982       | Harbin       | Harbin  |
| F       | Tang Liang       | 163         | 54        | 26 avgust 1985    | Harbin       | Harbin  |
| F       | Wang Linuo – C   | 160         | 57        | 28 avgust 1979    | Harbin       | Harbin  |
| F       | Zhang Ben        | 170         | 61        | 22 julij 1985     | Harbin       | Harbin  |
| F       | Zhang Mengying   | 166         | 55        | 22 december 1993  | Qiqihar      | Qiqihar |
| Vir:    |                  |             |           |                   |              |         |

### Rusija
| Položaj | Igralka                   | Višina (cm) | Teža (kg) | Datum rojstva     | Kraj rojstva      | Moštvo                         |
| ------- | ------------------------- | ----------- | --------- | ----------------- | ----------------- | ------------------------------ |
| G       | Irina Gašenikova          | 162         | 70        | 11 maj 1975       |                   | Tornado Dmitrov                |
| G       | Marija Onolbajeva         | 177         | 80        | 25 december 1978  | Murmansk          | Fakel Čeljabinsk               |
| G       | Ana Prugova               | 174         | 56        | 20 november 1993  | Habarovsk         | Tornado Dmitrov                |
| D       | Indonezija Djubanok       | 170         | 70        | 20 februar 1990   | Moskovska oblast  | Tornado Dmitrov                |
| D       | Aleksandra Kapustina      | 166         | 74        | 25 december 1978  | Polevskoj         | SKIF Nižni Novgorod            |
| D       | Alena Komič               | 168         | 55        | 26 februar 1981   | Pervouralsk       | SKIF Nižni Novgorod            |
| D       | Olga Permjakova – A       | 171         | 64        | 12 april 1982     | Čeljabinsk        | Tornado Dmitrov                |
| D       | Kristina Petrovskaja      | 170         | 62        | 3 junij 1980      | Moskva            | Tornado Dmitrov                |
| D       | Ana Ščukina               | 171         | 76        | 5 november 1987   |                   | SKIF Nižni Novgorod            |
| D       | Svetlana Tkačeva          | 168         | 72        | 3 november 1984   | Moskva            | SKIF Nižni Novgorod            |
| F       | Jekaterina Ananina        | 172         | 62        | 13 junij 1991     | Jekaterinburg     | Spartak-Merkurij Jekaterinburg |
| F       | Tatjana Burina            | 163         | 70        | 20 marec 1980     | Novosibirsk       | Tornado Dmitrov                |
| F       | Julija Deulina            | 173         | 62        | 14 april 1984     | Krasnogorsk       | SKIF Nižni Novgorod            |
| F       | Ija Gavrilova – A         | 173         | 61        | 3 september 1987  | Krasnojarsk       | Tornado Dmitrov                |
| F       | Ekaterina Lebedeva        | 165         | 75        | 14 september 1989 | Sverdlovsk        | Dinamo Jekaterinburg           |
| F       | Marina Sergina            | 168         | 68        | 2 marec 1986      | Poljarnje Zori    | Tornado Dmitrov                |
| F       | Jekaterina Smolenceva – C | 176         | 65        | 15 september 1981 | Pervouralsk       | Tornado Dmitrov                |
| F       | Olga Sosina               | 160         | 66        | 27 julij 1992     | Almetjevsk        | SKIF Nižni Novgorod            |
| F       | Tatjana Sotnikova         | 166         | 59        | 20 januar 1981    | Moskva            | SKIF Nižni Novgorod            |
| F       | Svetlana Terenteva        | 163         | 69        | 25 september 1983 | Pervouralsk       | SKIF Nižni Novgorod            |
| F       | Aleksandra Vafina         | 168         | 57        | 28 julij 1990     | Almati, Kazahstan | Fakel Čeljabinsk               |
| Vir:    |                           |             |           |                   |                   |                                |

### ZDA
| Položaj | Igralka                | Višina (cm) | Teža (kg) | Datum rojstva    | Kraj rojstva                | Moštvo                      |
| ------- | ---------------------- | ----------- | --------- | ---------------- | --------------------------- | --------------------------- |
| G       | Brianne McLaughlin     | 174         | 59        | 20 junij 1987    | Sheffield, Ohio             | Robert Morris Colonials     |
| G       | Molly Schaus           | 174         | 67        | 29 julij 1988    | Natick, Massachusetts       | Boston Eagles               |
| G       | Jessie Vetter          | 174         | 77        | 19 december 1985 | Cottage Grove, Wisconsin    | Wisconsin Badgers           |
| D       | Kacey Bellamy          | 174         | 65        | 22 april 1987    | Westfield, Massachusetts    | New Hampshire Wildcats      |
| D       | Caitlin Cahow          | 163         | 71        | 20 maj 1985      | New Haven, Connecticut      | Harvard Crimson             |
| D       | Lisa Chesson           | 169         | 69        | 18 avgust 1986   | Plainfield, Illinois        | Ohio State Buckeyes         |
| D       | Molly Engstrom         | 175         | 81        | 1 marec 1983     | Siren, Wisconsin            | Wisconsin Badgers           |
| D       | Angela Ruggiero – A    | 175         | 87        | 3 januar 1980    | Los Angeles, Kalifornija    | Harvard Crimson             |
| D       | Kerry Weiland          | 163         | 64        | 18 oktober 1980  | Palmer, Alaska              | Wisconsin Badgers           |
| F       | Julie Chu – A          | 174         | 67        | 13 marec 1982    | Bridgeport, Connecticut     | Harvard Crimson             |
| F       | Natalie Darwitz – C    | 160         | 62        | 13 oktober 1983  | Eagan, Minesota             | Minnesota Golden Gophers    |
| F       | Meghan Duggan          | 175         | 74        | 3 september 1987 | Danvers, Massachusetts      | Wisconsin Badgers           |
| F       | Hilary Knight          | 178         | 78        | 12 julij 1989    | Hanover, New Hampshire      | Wisconsin Badgers           |
| F       | Jocelyne Lamoureux     | 168         | 70        | 3 julij 1989     | Grand Forks, Severna Dakota | North Dakota Fighting Sioux |
| F       | Monique Lamoureux      | 168         | 71        | 3 julij 1989     | Grand Forks, Severna Dakota | North Dakota Fighting Sioux |
| F       | Erika Lawler           | 152         | 59        | 5 februar 1987   | Fitchburg, Massachusetts    | Wisconsin Badgers           |
| F       | Gisele Marvin          | 174         | 75        | 7 marec 1987     | Warroad, Minesota           | Minnesota Golden Gophers    |
| F       | Jenny Potter – A       | 163         | 66        | 12 januar 1979   | Edina, Minesota             | Minnesota Golden Gophers    |
| F       | Kelli Stack            | 165         | 59        | 13 januar 1988   | Brooklyn Heights, Ohio      | Boston Eagles               |
| F       | Karen Thatcher         | 174         | 74        | 29 februar 1984  | Blaine, Washington          | Providence Friars           |
| F       | Jinelle Zaugg-Siergiej | 183         | 82        | 27 marec 1986    | Eagle River, Wisconsin      | Wisconsin Badgers           |
| Vir:    |                        |             |           |                  |                             |                             |